# Via Amerina

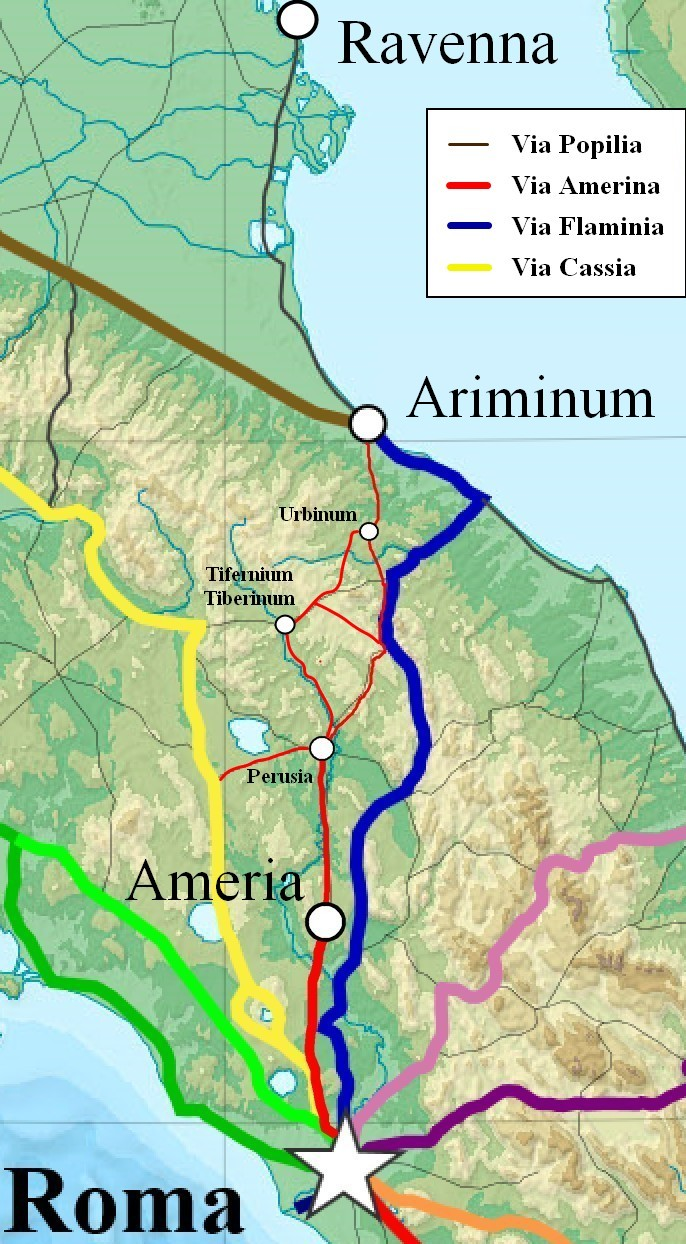
Římská cesta Via Amerina z Říma do Rimini

Via Amerina byla římskou cestou vedoucí z Říma do Ameria a Perugie. Byla zbudována v letech 241-240 př. Kr. jako odbočka silnice Via Cassia. Od té se odkláněla ve městě Baccane a mířila k severu přes Civita Castellana, Falerii, Todi a Perugii a poté se napojovala zpět na Via Cassia v Clusiu.